# 太極殿 (太極宮)
太極殿是隋朝和唐朝皇宮太極宮（隋朝時稱大興宮）的主殿，面對承天門，殿前廣場可供欣賞表演。太極殿的性質和唐朝大明宮含元殿及明清故宮太和殿相似。

## 日常用途
太極殿主要是於皇帝上朝議政，舉行獻俘和冊封大典等時候使用。有時候，皇帝也會在此接見大臣。